# Talana
Talana (sardisk: Talàna) er en by og en kommune (comune) i provinsen Nuoro i regionen Sardinien i Italien. Byen ligger i 682 meters højde og har 1.027 indbyggere (2016). Kommunen har et areal på 118,68 km² og grænser til kommunerne Baunei, Lotzorai, Orgosolo, Triei, Urzulei og Villagrande Strisaili.